# Daresbury
Daresbury är en ort och civil parish i Storbritannien.   Den ligger i kommunen Borough of Halton och riksdelen England, i den centrala delen av landet, 260 km nordväst om huvudstaden London. Antalet invånare är 4 122.